# Xã Oronoco, Quận Olmsted, Minnesota
Xã Oronoco (tiếng Anh: Oronoco Township) là một xã thuộc quận Olmsted, tiểu bang Minnesota, Hoa Kỳ. Năm 2010, dân số của xã này là 2.220 người.